# Mesostygarctus
Genre
Mesostygarctus est un genre de tardigrades de la famille des Stygarctidae. 

## Liste des espèces
Selon Degma, Bertolani et Guidetti, 2013 :
- Mesostygarctus intermedius Renaud-Mornant, 1979
- Mesostygarctus spiralis Hansen, Kristensen & Jørgensen, 2012

## Publication originale
- Renaud-Mornant, 1979 : Tardigrades marins de Madagascar. 2. Stygarctidae et Oreellidae. 3. Considérations écologiques générales. Bulletin du Muséum National d'Histoire Naturelle Section A Zoologie Biologie et Écologie Animales sér. 4, vol. 1, no 2, p. 339-351.